# ネオファーマ
ネオファーマ（英: Neopharma LLC, アラビア語: نيو فارما）は2003年に設立されたアラブ首長国連邦の製薬会社であり、200を超える後発医薬品を50カ国以上に販売する国際企業である。

## 事業概要
戦略的合弁事業により、ハイデラバード (インド)に1000名の人員、158個・計500キロリットルのリアクター、9つのクリーンルームを抱えるAPI製造施設を有している。
他に米国、カナダ、ブラジル、UAE、日本に最終製剤の製造拠点を持ち、米国、日本、インド、ロシア、英国、ブラジルに子会社が存在する。

## アライアンス
主な取引先・アライアンスパートナーは以下の通りである。
- ファイザー（米国）
- メルクセローノ（ドイツ）
- SBIファーマ（日本）
- Hetero Drugs（英語版）（インド）
- Biocon（英語版）（インド）
- Lagap（スイス）
- Neubourg Skin Care（ドイツ）

## 沿革[4]
- 2007年 - Biocon Indiaと合弁事業開始
- 2009年 - サウジアラビア市場への参入
- 2012年
  - メルクセローノとの製造契約　
  - Hetero Drugsとの合弁事業
- 2014年 - ファイザーとの製造契約
- 2016年 - SBIファーマとの合弁事業
- 2018年
  - あすか製薬との合弁事業　　　  
  - Laxai Life ScienceとのAPI製造合弁事業
- 2019年
  - グラクソ・スミスクラインとの製造契約
  - 共和クリティケアの注射剤製造施設の取得

## 日本での事業展開
2016年、SBIホールディングス傘下のSBIファーマ株式会社より、生体内物質ヘムの前駆体である5-アミノレブリン酸（5-ALA）を用いたマラリア及び糖尿病治療薬の特許及びノウハウの実施権を受け、ネオファーマ及びneo ALA株式会社（旧コスモALA株式会社）からの出資により、ネオファーマジャパン株式会社が設立された。
設立と同時に、エーピーアイコーポレーションより袋井市にある5-ALA製造等を受託する工場を譲り受け、医薬品原薬・医薬中間体製造に関する設備を得ることで、5-ALAの製造から開発までを一気通貫で実施できる体制が整った。
なお、設立直前の2016年5月の段階では、ネオファーマとSBIが合弁会社を設立し、袋井工場を譲り受ける予定であったが、何らかの理由によりSBIの資本参加が急遽取り止めとなったと考えられる。
2021年、元テラ株式会社の副社長であった大田誠氏率いる、就労移行支援事業を行うウェルビー株式会社の子会社と、日本国内における5-ALAの原体（医薬品を除く。）の販売総代理店契約を行った。
一方、コスモ石油（現・コスモエネルギーホールディングス）子会社で5-ALA事業を担っていたコスモALA株式会社は、ネオファーマによる100%子会社化に伴いneo ALA株式会社と改称した。現在は日本におけるネオファーマグループの株式等を所有する持株会社としての機能を有している。
2019年、neo ALAは共和薬品工業より子会社の共和クリティケアを譲り受けた。2020年、共和クリティケアではGMPで定められた環境モニタリングが適正に行われていなかったことが発覚、脳保護薬エダラボンや骨吸収抑制剤ゾレドロン酸など、自社及び製造委託元約20社に卸しているソフトバッグ製剤の相次ぐ自主回収を余儀なくされた。2021年7月、共和クリティケアは同社が販売するミオテクター冠血管注、グルアセト35注、クリニザルツ輸液、ハルトマン－G3号輸液、ハルトマンD液「小林」について、2021年10月1日付で販売を扶桑薬品工業に移管することに合意した。
2021年9月、neo ALAが保有するアミノレブリン酸リン酸塩の特許（特許第4417865号）に対し、株式会社東亜産業が一部無効を求め審判請求。2022年3月18日、双方にに対し「審理事項通知書」が特許庁審判長より通知される。その中で当審の暫定的な見解として特許法第29条に定める新規性・進捗性違反を理由に請求項1「5-アミノレブリン酸リン酸塩の一般式であるHOCOCH2CH2COCH2NH2・HOP(O)(OR1)n(OH)2-n」に対する無効を認定。2022年5月16日に口頭審理が行われたが最終的に特許有効との審決が下された。

## その他
2019年、ネオファーマの親会社であり、アラブ首長国連邦最大の医療関連企業グループであるNMC Healthが、数十億ドルに上る未報告の負債があることを告発された。この事件により、NMCの創設者兼会長、及びネオファーマの代表を務めるBR Shetty氏は詐欺の疑いで起訴され、NMCはロンドン証券取引所への上場が停止され、破産の上英国の管理下に入ることとなった。
Financial Timesによると、この事件にはネオファーマが中心的な役割を果たしており、同社とそのジョイントベンチャーであるNexgenが架空の請求書を発行することで、実際の6倍以上もの売上を計上し、銀行等からの信用を得たとされている。
一方で、ブルームバーグのレポートによると、Shetty氏はネオファーマの売却を計画しており、企業価値は7〜10億ドルになる可能性があるという。
2021年9月15日、管理下より外れるNMCグループ企業が公開されたが、その中にネオファーマは名を連ねていない。